# Fluweelmijt
De fluweelmijt (Trombidium holosericeum) is een spinachtig dier uit de familie van de fluweelmijten.

## Beschrijving
De fluweelmijt wordt ongeveer 2–5 millimeter lang en is eenvoudig te herkennen aan de knalrode kleur en de fluweelachtige beharing. Hierdoor doet de mijt denken aan de rode watermijt, die echter in het water leeft, geen beharing heeft en ook geen directe familie is. De fluweelmijt heeft vier paar poten; het voorste paar is langer en dient als antennes, want mijten hebben deze niet. De grote monddelen doen met enige fantasie ook denken aan poten maar deze dienen als grijporgaan. De volwassen mijten zijn niet parasitair, maar leven van kleine geleedpotigen en hun eieren die worden gegrepen en leeggezogen. De larven zijn wel parasitair op verschillende soorten geleedpotigen.